# Hudutslag
För andra betydelser, se Utslag.
Hudutslag är en mindre hudinflammation, som ofta är kombinerad med någon sjukdom eller som en biverkan från vissa typer av läkemedel, såsom opioider och antiepileptika (det senare kallas för läkemedelsexanthem).
Utslag kan yttra sig på olika sätt – som små prickar, som ändringar i hudens struktur och allmänna utseende.